# 555 California Street
555 Калифорния-стрит (англ. 555 California Street) — офисный 52-этажный небоскрёб высотой 237,4 метра. 5-е по высоте здание в Сан-Франциско, 8-е в Калифорнии и 116-е по высоте в США, самое высокое здание Западного побережья с 1969 по 1972 год. С 1969 по 2005 год было известно как «Здание Банка Америки». Расположено по адресу: 555 Калифорния-стрит, Сан-Франциско, Калифорния, США. Является первым по площади внутренних помещений зданием в городе и центром Финансового района.

## Описание
Изначально здание «Три пятёрки» строилось под нужды Банка Америки и потому задумывалось таким, чтобы показать силу, богатство и важность этой корпорации. Архитекторами выступили компании Skidmore, Owings & Merrill, Wurster, Benardi and Emmons, консультативную помощь оказывал известный архитектор Пьетро Беллуски, собственно строительство произвела местная компания H. J. Brunnier Associates. Действительно, с момента постройки в 1969 году и до 1998 года здание служило главной штаб-квартирой Банка Америки, пока не произошло слияние с корпорацией NationsBank и переезд в Корпоративный центр Банка Америки в городе Шарлотт, штат Северная Каролина. После этого 70 % здания приобрела компания Vornado Realty Trust, а оставшиеся 30 % — Trump Organization, общая сумма сделки составила 1 миллиард и 50 миллионов долларов. 22 сентября 2005 года неактуальное более название здания официально было изменено на стандартное фактическое адресное.
Отличительной особенностью здания являются тысячи эркеров, позволяющих намного увеличить внутреннее пространство офисов, а также улучшить их освещённость и инсоляцию.
У подножия здания расположена 200-тонная гранитная скульптура «Превосходство» японского скульптора Масаюки Нагарэ. Внешне она очень напоминает печень, но при этом имеет прозвище «Сердце банкира».
На последнем, 52-м, этаже здания с момента открытия здания работал ресторан Carnelian Room, куда посетители поднимались на высокоскоростном лифте. Заведение прекратило свою работу ровно в полночь накануне Нового 2009 года.

## Наиболее крупные арендаторы
- Банк Америки — 18,1%
- Kirkland & Ellis[англ.] — 8,4%
- Morgan Stanley — 7,2%
- Dodge & Cox — 6,7%
- UBS — 5,6%

## В кино
- 1971 — «Грязный Гарри» — в начале фильма именно с крыши Здания Банка Америки маньяк Скорпион убивает свою жертву, плавающую в бассейне на крыше близлежащей 27-этажной гостиницы Hilton San Francisco Financial District[англ.]. Панорамные виды Сан-Франциско также сняты с крыши Банка Америки[9].
- 1974 — «Ад в поднебесье» — внешняя часть первых этажей «Стеклянной башни» была снята около небоскрёба Здания Банка Америки.
- 1981 — «Око за око» — сцена, отсылающая к аналогичному эпизоду «Грязного Гарри», снята там же, где и десятью годами ранее.